# 达维特·凯贝德
达维特·凯贝德（1980年9月11日—）是一位埃塞俄比亞記者，因為報道選舉舞弊和屠殺而聞名。他亦因為其報道而於2010年獲頒保護記者委員會頒發CPJ国际新闻自由奖。

## 早期生涯
达维特生於1980年9月11日。他後來入讀統一大學（ዩኒቲ ዩኒቨርስቲ），並主攻新聞學與傳播學。畢業後，他成為了一位專欄作家，並在一份埃塞俄比亞報紙上討論社會政治問題。後來，他於衛生雜誌《哈貝薩期刊雜誌》（Habesha Journal magazine）工作。於2004年，达维特創辦了《哈達爾報》（Hadar Newspaper），並在該報報社擔任首席主編一職。後來，他在《哈達爾報》中多次批評埃當時的塞俄比亞實際領導人梅莱斯·泽纳维所領導的政府。

## 2005年選舉爭議
在2005年埃塞俄比亞大選期間，达维特透過撰寫文章和社論批評埃塞俄比亞政府，並指出埃塞俄比亞人民革命民主陣線可能在選舉中輸掉。於2005年6月，警察於亞的斯亞貝巴向示威者開槍射擊，並屠殺了無數手無寸鐵的反對派支持者。而達維特則譴責這些行動。
於2005年11月，埃塞俄比亞當局以涉嫌參與示威的罪名將他逮捕，而團結和民主聯盟的高層也於同時被逮捕。达维特被法庭判決犯下了叛國罪、滅絕種族罪和企圖顛覆憲法罪，但檢察官們根本就沒有證據證明他干犯了上述罪行。因此，於2007年7月，达维特被赦免了其罪，並獲得了釋放。
保護記者委員會指出达维特是其中一個因報道2005年埃塞俄比亞大選而被判入獄的記者，而且他是最遲才獲釋的記者。儘管达维特被囚禁，但他仍然指出自己不會放棄其記者事業，並說：「首先，我是不可能在生活中沒有記者事業的。其次，除非它變成了關乎生死的問題，否則我將永遠不會離開埃塞俄比亞。再者，我並不是反對派。作為一名記者，我有義務批評埃塞俄比亞政權的執政，以改善民族問題。」。

## 獎項
於2010年，达维特獲保護記者委員會頒發CPJ国际新闻自由奖。該獎項旨在表彰「面對攻擊、威脅或監禁時，仍然願意捍衞新聞自由的人」。